# توفیق موسیوند
توفیق موسیوند (۱۱ آذر ۱۳۲۱ – ۱۷ دی ۱۴۰۲) مهندس پزشکی ایرانی، استاد جراحی دانشکده پزشکی اتاوا و مخترع نخستین قلب مصنوعی جهان در داخل بدن انسان بود. او برای نخستین بار موفق به تولید پمپ مصنوعی قلب شده بود که قادر بود خون را پمپاژ کرده و در فرایند جراحی قلب، امکان تنفس را برای بیمار فراهم سازد.
او عضو افتخاری فرهنگستان علوم پزشکی ایران نیز بود. موسیوند در ۱۷ دی ۱۴۰۲ درگذشت.  .

## زندگی و کار
توفیق موسیوند ۱۱ آذر ۱۳۲۱ در روستای ورکانه همدان متولد شد. او تا پایه چهارم دبستان در روستای ورکانه به تحصیل پرداخت و پس از آن، تا پایه نهم در همدان به تحصیل ادامه داد. پس از پایه نهم، وارد دانش‌سرای معلمی همدان شد و با پایان سال یازدهم تحصیل، معلم شد.

موسیوند در مصاحبهٔ خود در همایش بین‌المللی ابن سینا دربارهٔ خود می‌گوید:
ما خانوادهٔ شلوغی بودیم و خاطرات زیادی دارم از آن سال‌ها. من ساده زندگی کردن را خیلی دوست دارم. گله چرانی، دعوا، آشتی، عید نوروز و… همه و همه الان دارد جلوی چشم‌هایم شکل می‌گیرد. انگار همین دیروز بود، من خیلی خوشبخت بودم که پدرم گذاشت درس بخوانم، فرصتی که نصیب خواهرانم نشد.
توفیق بعد از پایان دوره دانش‌سرای معلمی، در کنکور شرکت کرد، رشته کشاورزی دانشگاه تهران را انتخاب کرد و پذیرفته شد. پس از پایان دوره کارشناسی، توفیق با بورسیه دانشگاه، برای ادامه تحصیل راهی کانادا شد و به دلیل علاقه به رشته‌های مهندسی، تحصیل در مقطع کارشناسی ارشد مهندسی مکانیک را در دانشگاه آلبرتا آغاز کرد.
بعد از پایان تحصیلات کارشناسی ارشد و در شرایطی که ازدواج کرده و صاحب فرزند شده بود، تصمیم گرفت تحصیل در رشته علوم پزشکی را در سن ۳۷ سالگی آغاز کند. او در نهایت توانست مدرک دکترای مهندسی پزشکی و دکترای علوم پزشکی را از دانشگاه اکرن و دانشگاه پزشکی شمال شرقی اوهایو اخذ کند.
زمانی که توفیق در حال تحصیل در رشتهٔ پزشکی بود، به دعوت یکی از اساتیدش برای کار کردن در یکی از بهترین بیمارستان‌های آمریکا، به کلینیک کلیولند رفت. با توجه به تخصص همزمان در مهندسی و پزشکی، موسیوند به عنوان سرپرست تیم پروژه قلب مصنوعی انتخاب شد. پروژه‌ای که منجر به تولید نخستین قلب مصنوعی درون بدن انسان شد که می‌توان آن را در قفسه سینه کاشت و از راه دور، نظارت و کنترل کرد.

## خانواده
او با دیکسی لی یک پزشک ازدواج کرد و حاصل آن دو فرزند بنامهای دیوید تایلر و لیلی جون بود.

## مرگ
توفیق در ۷ ژانویه ۲۰۲۴ به دنبال نبرد طولانی با چندین بیماری جدی درگذشت. در زمان مرگ او برادرش حسین فوت کرده بود و برادرش کریم، خواهران صفیه و زهرا زنده بودند.
مراسم تشییع جنازه او در روز شنبه ۱۳ ژانویه ۲۰۲۴ ساعت ۲:۰۰ بعد از ظهر در کلیسای مقدسین مسیحی در ۶۲۵۵ کومراه در اورلیان انتاریو برگزار شد.

## سوابق علمی و اجرایی
- مؤسس و رئیس مؤسسه ابداع ابزارهای نوین پزشکی دانشگاه اتاوا[۱۱]
- رئیس بخش ابزارهای قلب و عروق مؤسسه قلب دانشگاه اوتاوا
- عضو کمیته مشاوره علمی بهداشت کانادا در ابزارهای پزشکی مورد استفاده در قلب و عروق
- مشاور دفتر ابزارهای پزشکی سلامت کانادا
- مسئول کمک هزینه‌های تحصیلی موسسهٔ ملی بهداشت
- عضو کالج قلب آمریکا و هیئت امنای انجمن اعضای مصنوعی اندام‌های داخلی آمریکا
- عضویت در شورای علم و فناوری نخست‌وزیر کانادا[۱۲]
- عضو برگزیده آکادمی علوم اروپا
- عضو برگزیده آکادمی علوم انجمن سلطنتی کانادا
- عضو برگزیده آکادمی علوم نیویورک
- عضو برگزیده آکادمی بین‌المللی علوم قلب و عروق
- عضو برگزیده انجمن مهندسی پزشکی آمریکا

## افتخارات و جوایز
- در سال ۱۹۹۷ برای جایزه شورای دستاوردهای سالانه علوم زیستی اوتاوا توسط دانشمندان کاندیدا شد و موفق به کسب آن جایزه ارزشمند در سال‌های ابتدایی فعالیت علمی خود در خارج از ایران شد.[۱۱]
- جایزه تحقیقات کاربردی از شورای علوم زیستی اتاوا (۱۹۹۷)
- جایزه جراحان قلب برزیل به منظور قدردانی از کمک‌های مهم در توسعه اندام‌های مصنوعی (۱۹۹۸)
- جایزه MEDEC برای دستاوردهای پزشکی (۱۹۹۸)
- جایزه کارآفرینی علوم زندگی اتاوا (۱۹۹۹)
- جایزه رئیس‌جمهور از مرکز تحقیقات و نوآوری اتاوا (۱۹۹۹)
- جایزه کارآفرینی شورای علوم زیستی اتاوا (۱۹۹۹)
- برنده جایزه رؤسای مرکز پژوهش و نوآوری اتاوا (۱۹۹۹)
- جایزه هم‌افزایی از شورای تحقیقات علوم طبیعی و مهندسی کانادا و هیئت کنفرانس کانادا (۲۰۰۰)
- آکادمی علوم انجمن سلطنتی کانادا (۲۰۰۰)
- جایزه یک عمر دستاورد؛ نوآوری منطقه‌ای از شورای ملی تحقیقات کانادا (۲۰۰۱)
- برنده جایزه همکاری دانشگاه و صنعت شورای تحقیقات مهندسی و علوم طبیعی کانادا (۲۰۰۱)
- جایزه آکادمی بین‌المللی قلب و عروق (۲۰۰۲)
- فلوشیپ آکادمی علوم اروپا (۲۰۰۲)
- فلوشیپ برگزیده مؤسسه مهندسی پزشکی و مهندسی بیولوژیک آمریکا (۲۰۰۳)
- پلاک درخت بقراط از انجمن جهانی جراحان قلب و قفسه سینه (۲۰۰۸)
- جایزه انتقال دانش از مؤسسه پژوهش‌های سلامت کانادا (۲۰۱۰)
- جایزه استاد برجسته جان فورستر برای کمک‌های مادام‌العمر در زمینه پزشکی قلب و عروق (۲۰۱۰)
- در مؤسسه تحقیقات بهداشتی کانادا در سال ۲۰۱۰ جایزه «ترجمه علم» و همچنین جایزه «تحقیق حوزه سلامت» را دریافت کرد.
- در حوزه تحقیق دربارهٔ «رسیدگی به محدودیت‌های قانون» نیز در سال ۲۰۱۱ به عنوان محقق برتر معرفی شد.
- جایزه محقق ماه از سازمان پژوهش‌های سلامت کانادا (۲۰۱۱)
- مدال جوبیلی الماس ملکه الیزابت دوم (۲۰۱۳)
- در جشنواره افتخارات ۲۵ ساله دانشکده جایزه ارتقای حرفه‌ای پزشکی را در سال ۲۰۱۵ دریافت کرد.
- گواهی افتخار ۲۵ سال خدمت در مراسم تقدیر از استادان دانشکده پزشکی (۲۰۱۵)